# Động đất ngoài khơi bán đảo Shakotan 1940
Động đất ngoài khơi bán đảo Shakotan 1940 (積丹半島沖地震 Shakotanhantō-oki jishin) là trận động đất xảy ra vào lúc 00:08:22 (JST), ngày 2 tháng 8 năm 1940. Trận động đất có cường độ 7,5 Mw, tâm chấn độ sâu khoảng 15 km. Hậu quả trận động đất đã làm 10 người chết, 24 người bị thương.